# Ação penal pública
Ação penal pública, no direito penal brasileiro, é a ação penal que depende de iniciativa do Ministério Público (promotor de justiça, cargo que em instâncias superiores ou na esfera federal recebe o nome de procurador). Ela sempre se inicia por meio da denúncia, que é a peça inicial do processo. Ela se contrapõe à ação penal privada, onde a iniciativa para a propositura da ação não pertence ao poder público, mas ao particular, que oferecerá queixa.

## Ação de iniciativa pública x ação de iniciativa privada
A legislação é que define quais crimes são de ação pública e quais de ação privada. O fundamento da escolha está vinculado à natureza do bem jurídico violado. Se a violação for feita a um interesse relevante à sociedade, o crime deve ser apurado independentemente da iniciativa da vítima (ou de alguém relacionado a ela), como no caso do homicídio ou do roubo. Se a violação for algo da esfera íntima da vítima, como na difamação, será necessária a iniciativa do ofendido ou seu representante legal, não se tratando, portanto, de crime de ação pública..

## Prazo
O artigo 46 do Código de Processo Penal brasileiro fixa o prazo em que o Ministério Público deve oferecer a denúncia:
- 05 dias após receber o inquérito policial, se o réu estiver preso;
- 15 dias após receber o inquérito policial, se o réu estiver em liberdade..

## Desrespeito ao prazo
Não sendo oferecida a denúncia no prazo legalmente estipulado, o particular poderá propor ele mesmo a ação penal, substituindo a iniciativa que por lei cabe ao Ministério Público. Trata-se da ação penal privada subsidiária da pública.
Nesse caso, o ofendido ou seu representante legal terá o prazo de seis meses, após o fim do prazo estipulado para o oferecimento da denúncia pelo Ministério Público, para iniciar a ação penal. Ao invés de denúncia, a peça inicial nesses casos é chamada de queixa substitutiva.

## Formas
Em relação à existência de condições para a iniciativa da ação penal pública, ela pode ser de duas formas:
- ação penal pública condicionada: quando o Ministério Público só pode oferecer denúncia existindo representação anterior, conforme definido em lei;
- ação penal pública incondicionada: aquela que só depende da iniciativa do Ministério Público.